# 7903 Albinoni
7903 Albinoni è un asteroide della fascia principale. Scoperto nel 1996, presenta un'orbita caratterizzata da un semiasse maggiore pari a 3,0333288 UA e da un'eccentricità di 0,0223307, inclinata di 7,71044° rispetto all'eclittica.